# Vladimír Gamza
Vladimír Gamza (20. února 1902, Petrohrad, Rusko – 7. ledna 1929, Praha) byl český divadelní režisér, herec, překladatel z ruštiny a scénický a kostýmní výtvarník.

## Rodina, studium
Narodil se v carském Rusku v Petrohradě, v české rodině. Jeho otec zde byl úředníkem pobočky zahraniční pojišťovny. Původně se jmenoval Hamza, ponechal si však později ruský přepis jména (Gamza) . Studoval na gymnáziu a herectví se učil u V. I. Kačalova. Ovlivnil jej styl moskevského divadla MCHAT a J. B. Vachtangov, jehož byl Gamza stoupencem .

## Divadelní začátky
Do Prahy se vrátil jako sedmnáctiletý poté, co byla otcova pobočka pojišťovny po VŘSR zrušena . V sezóně 1920/1921 hrál v pražském Divadle na Vinohradech , kde mu angažmá zprostředkoval Eduard Vojan . V roce 1921 přešel jako herec a režisér do nově založeného Tylova divadla v pražských Nuslích ředitele Stanislava Langera, které však pro nedostatek diváků brzy skončilo  a v období 1922–1923 byl členem činohry Státního divadla v Brně.

## České studio
Divadelní činnost musel pro nemoc krátce přerušit, ale již v roce 1924 založil spolu s režisérem Josefem Bezdíčkem a několika bývalými členy brněnského Státního divadla a pod uměleckou patronací spisovatele Jiřího Mahena cestující divadelní společnost České studio . S tímto divadlem jednu sezónu působil na Moravě . V červnu 1925 se České studio pokusilo spojit s divadelní skupinou E.A.Longena při Zöllnerově společnosti (nově vzniklá skupina měla název Sečesteal a působili v ní E. A. Longen, X.Longenová, V. Gamza, J. Bezdíček, S. Machov a další), avšak existovala pouze několik týdnů. Na programu byly hry Longenova repertoáru z Revoluční scény a Rokoka . Poté byl Gamza angažován ředitelem Josefem Burdou do kladenského divadla .

## Umělecké studio
V závěru roku 1926 založil Gamza v Praze avantgardní divadelní studio Umělecké studio, Studio hrálo v Umělecké besedě na Malé Straně. Mělo osm členů (kromě Gamzy ještě Ladislav Boháč, Světla Svozilová, Emilie Hráská, Václav Trégl, Bohuš Záhorský a další ). Vedení divadla bylo kolektivní a kromě herců nebyl z finančních důvodů zaměstnancem nikdo jiný . Studio i přes své úspěchy působilo pouze jeden rok a pak z finančních důvodů ukončilo činnost .

## Závěr života
Ihned poté byl Gamza angažován jako herec a režisér v pražském Národním divadle (sezóna 1928/1929). V závěru roku 1928 pracoval na režii hry Suchovo-Kobylina Proces, kterou však již nedokončil. Byl dlouhodobě těžce nemocný (ledvinová choroba tuberkulozního původu ) a zemřel v lednu roku 1929 ve věku 26 let. Je pochován na Olšanských hřbitovech v Praze.

## Citát
| „                | Často si vzpomínám na Gamzu, který mi první řekl, že talent bez usilovné práce není k ničemu. „Talentů“, pravil, „je habaděj. Člověku je od přírody dána schopnost proměňovat se, vymýšlet si a něco předvádět. Jenom se podívej na děti. Kolik fantazie dovedou uplatnit! Nejdůležitější je, jak se svým nadáním hospodařím, jak je umím zmnožit. A takových, kteří to dovedou, už je jen maličko“. | “ |
| — Ladislav Boháč | |   |

## Divadelní režie, výběr
- 1926 Hermann Bahr: Děti, Kladenské divadlo
- 1926 A. P. Čechov: Višňový sad, Kladenské divadlo
- 1926 A. S. Puškin: Boris Godunov, Kladenské divadlo
- 1926 Saint-Georges de Bouhélier: Dětský karneval, Umělecké studio
- 1926 Alexandr Blok: Růže a kříž, Umělecké studio (Gamza provedl překlad, režii, výpravu a vystoupil i v roli Aliscana)
- 1926 Charles Dickens: Cvrček u krbu, Umělecké studio (Gamza režíroval a vystoupil i v roli Peerybingla)
- 1926 A. S. Gogol: Ženitba, Umělecké studio (Gamza režíroval a vystoupil i v roli Podkolesina)
- 1926 H. Berger: Potopa, Umělecké studio
- 1927 William Shakespeare: Dvanáctá noc aneb Jak chcete (Večer tříkrálový), Umělecké studio
- 1928 I. S. Turgeněv: Měsíc na vsi, Stavovské divadlo (Gamza režíroval a vystoupil i v rolích Rakijina a Běljajeva)
- 1928 L. N. Tolstoj: Ona je vším vinna, Národní divadlo

## Divadelní role, výběr
- 1920 Edmond Rostand: Orlík, titul. role (alternace s Romanem Tumou a Andulou Sedláčkovou), Divadlo na Vinohradech, režie František Hlavatý
- 1924 František Langer: Periférie, Franci, České studio
- 1928 William Shakespeare: Zkrocení zlé ženy, Lucentio, Stavovské divadlo, režie Karel Dostal
- 1928 Rudolf Medek: Plukovník Švec, První důstojník kazaňského štábu, Národní divadlo, režie Karel Dostal

## České divadelní osobnosti o Vladimíru Gamzovi
Ladislav Boháč
- Můj nový známý byl Vladimír Gamza. Byl to člověk neobyčejného osobního kouzla. Každého si okamžitě dovedl získat. Divadelník tělem i duší, fanatik své práce. A na fanatika také vypadal: vysoký, hubený, podivuhodně pronikavých tmavých očí. [17]
- Život utíkal v pilné práci, až jednoho dne, bylo to 7. ledna 1929, nás zdrtila zpráva, že zemřel Vladimír Gamza. Tolikrát vybojoval vítězně zápas s nemocí, až přece podlehl. Myslím, že naše divadelní umění mohlo vypadat jinak, kdybychom ho neztratili. Rok před ním odešla Jarmila Horáková, jedna z našich nejtalentovanějších hereček, a teď Gamza. Ztratil jsem nejen přítele, ale i svého režiséra, který mi bude chybět po celý život. Prvního režiséra, kterého jsem si nejenom vážil, ale kterého jsem i obdivoval [18].

Eduard Kohout
- Rok po Horákové odešel Vladimír Gamza. Byl původem Rus, znal Stanislavského i Vachtangova; Umělecké studio, které v Praze zřídil, se lišilo od ostatních avantgardních scén především oddanou službou autorovi. Neviděl jsem na Vinohradech jeho Orlíka, byl prý v něm vynikající. U nás prožil v angažmá pouze rok. Stvořil poetické představení Turgeněvova Měsíce na vsi, kde si také skromně zahrál. [19]

Miroslav Rutte
- S Vladimírem Gamzou odchází jeden z nejsympatičtějších zjevů mladé generace: skromný, tichý a pracovitý umělec, který měl v sobě cosi dekadentně útlého a byl někdy přetížen sklonem k rafinované drobnokresbě, ale jenž dovedl právě v detailu zachytiti tak jemné záchvěvy citlivé lidské duše, že není druhého, kdo by ho mohl v tomto směru nahradit. [20]